# Courtry
Courtry je francouzské město ve východní části metropolitní oblasti Paříže, v departementu Seine-et-Marne, Île-de-France, 20 kilometrů od centra Paříže.

## Geografie
Sousední obce: Vaujours, Villeparisis, Coubron, Le Pin, Montfermeil a Chelles.

## Vývoj počtu obyvatel
Počet obyvatel

## Památky
- kostel svatého Medarda ze 16. století

## Vzdělávání
V obci jsou dvě mateřské školky, tři základní školy a jedna kolej.

## Partnerská města
- Pallíni